# Lakrymatory

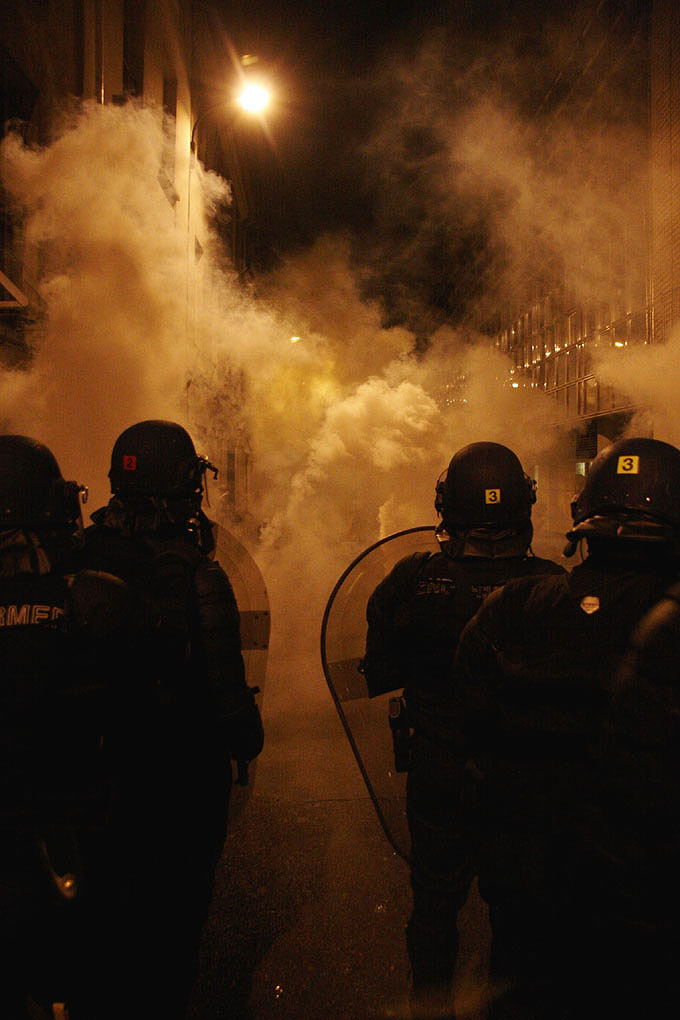
Gaz łzawiący użyty w czasie demonstracji i zamieszek w Paryżu w okolicy placu Bastylii w 2007 roku

Lakrymatory (łac. lacrima – łza; łzawiące bojowe środki trujące, potocznie gazy łzawiące) – podgrupa drażniących bojowych środków trujących przeznaczonych do skażania powietrza. Stosowane w postaci par i aerozoli przez policję i inne służby w czasie starć z demonstracjami, do celów ćwiczebno-treningowych oraz do nękania przeciwnika w czasie operacji militarnych.
W następstwie wchłaniania lakrymatorów przez błony śluzowe rogówki i spojówki oka, występuje natychmiastowe podrażnienie miejscowych zakończeń nerwów czuciowych rogówki i spojówki oraz błon śluzowych oczu. Powoduje to silne łzawienie oraz spazmatyczne zwieranie powiek uniemożliwiające wykonywanie normalnych czynności i utratę zdolności bojowej żołnierzy. Czasami występują także nudności i wymioty. Objawy ustępują w ciągu kilku minut do kilku godzin po opuszczeniu miejsca skażenia i na ogół nie pozostawiają nieodwracalnych skutków dla zdrowia. W ciężkich przypadkach, w których dochodzi do skażenia stężonymi lakrymatorami, może dojść do zapaleń rogówki i spojówki, prowadzących do trwałej ślepoty, uszkodzeń górnych i dolnych dróg oddechowych, a także obrzęku płuc. Ponadto występują objawy ze strony górnych dróg oddechowych, takie jak drapanie i palenie w gardle i nosie, śluzotok i chrypka, które zanikają jednak zazwyczaj w przeciągu kilku dni. Zatrucie lakrymatorami może powodować pogorszenie niektórych chorób dróg oddechowych.
Leczenie skutków zatrucia lakrymatorami ogranicza się do mechanicznego usunięcia tych substancji z ciała oraz podawania środków przeciwbólowych i przeciwzapalnych.
Mechanizm działania biochemicznego nie jest dokładnie poznany. Przyjmuje się, że lakrymatory są swoistymi substancjami bodźcowymi śluzówki oka lub też w rejonach zakończeń nerwowych dochodzi do procesów inaktywacji enzymów. 
Współczesne maski przeciwgazowe skutecznie chronią przed lakrymatorami. 
Do lakrymatorów  zaliczane są m.in.
- gaz pieprzowy
- bromoaceton
- bromek ksylilu
- chloroacetofenon (CN)
- chloropikryna
- dibenzoksazepina (CR)
- CS